# Steganographia

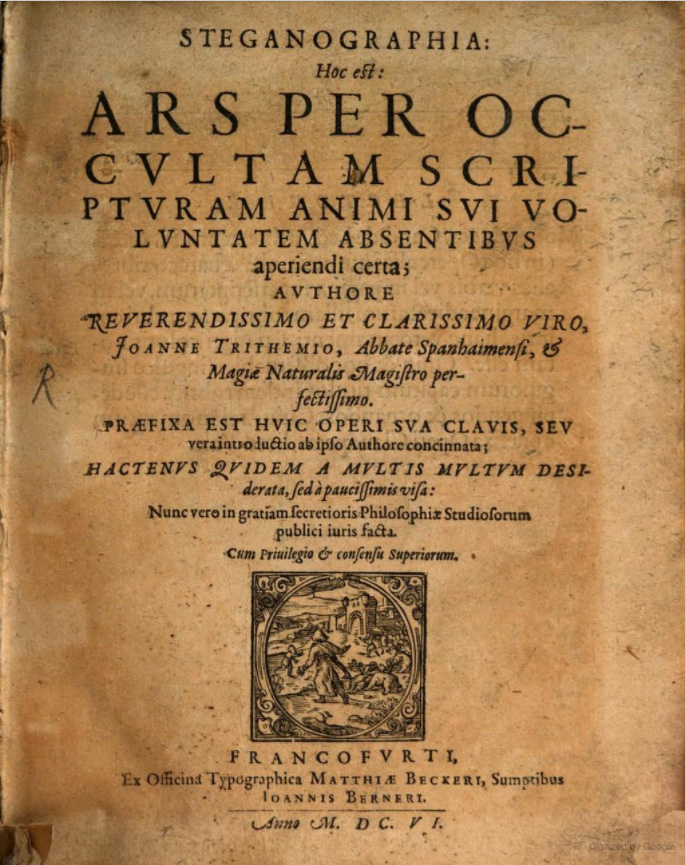
Titelblatt der Steganographia in der Ausgabe von 1606

Steganographia ist der Titel eines im Jahr 1500 handschriftlich verfassten und 1606 gedruckten, zwei- bzw. dreibändigen Werkes des Theologen und Schriftstellers Johannes Trithemius. Die unvollendet gebliebene Arbeit etablierte als erstes Buch den Begriff Steganographie als die Kunst oder Wissenschaft der verborgenen Speicherung oder Übermittlung von Informationen. Die Bücher sind als Anleitung zum Gebrauch mehrerer Dechiffrierungstechniken konzipiert.

## Geschichte
Die Steganographie entstand parallel zur Anlage der sechsbändigen Polygraphia, die als kryptographische Handreichung für Könige und Fürsten angelegt wurde. Trithemius schloss das erste Buch der Steganographia am 27. März 1500 ab. Zwei erfundene Briefe, die als Einleitung Verwendung fanden, datieren auf die Jahre 1498 und 1499. Bereits einen Monat später konnte Trithemius den zweiten Band fertigstellen. In beiden Bänden werden jeweils unterschiedliche Verschlüsselungssysteme vorgestellt. Ein dritter Band blieb Fragment. Es ist dem Kurfürsten Philipp von der Pfalz gewidmet. Trithemius gab immer wieder unterschiedliche Angaben zum ursprünglich geplanten Umfang der Steganographia. In einem Brief betonte er, dass insgesamt vier Bücher erscheinen sollen. Später erwähnte er acht geplante Bände.
In einem Brief, der auf das Frühjahr 1499 datiert, und an den Genter Karmeliter Arnold Bostius gerichtet ist, verwies Trithemius in mythischen Worten auf die geplante Schrift: Das Werk sei dazu angetan, die Welt in Erstaunen zu versetzen. Es soll Themen streifen, von denen Nichteingeweihte noch nie etwas gehört hätten. Daneben betonte Trithemius, dass es mithilfe des geplanten Werkes gelingen könnte, einem Menschen die Grundzüge der lateinischen Schriftsprache in wenigen Stunden beizubringen. Der Brief gelangte nicht an den kurz zuvor verstorbenen Bostius, sondern wurde abgefangen und veröffentlicht. In der Folge verbreitete sich das Gerücht, Trithemius würde an einem schwarzmagischen Werk arbeiten.
Das Werk blieb lange Zeit ungedruckt, stattdessen konzentrierte sich Trithemius in den folgenden Jahren auf die Veröffentlichung der bedeutenderen Polygraphia. Allerdings kursierten die Handschriften unter den Gelehrten Europas. Eine erste Einlassung zur Schrift des Abtes publizierte der französische Philosoph Charles de Bouelles (auch Bovillus), der in einem Brief an Germanus de Ganay über einen Besuch im von Trithemius geleiteten Kloster Sponheim berichtet. Er hatte die Steganographia studieren können und betonte die magische Bedeutung des Werkes. Diese Interpretation blieb lange Zeit maßgeblich und wurde von anderen kommentiert. Daneben kann nachgewiesen werden, das auch Johann Weyer im Besitz einer Handschrift der Steganographia war. Er hatte den Text bei Heinrich Cornelius Agrippa von Nettesheim abgeschrieben, der 1510 Trithemius in Würzburg besucht hatte. Ein weiterer Rezipient der Handschrift von Trithemius war der Mathematiker Jacques Gohory.
Trithemius musste zwischen 1509 und 1514 zu den über ihn kursierenden Gerüchten Stellung beziehen und veröffentlichte eine heute verschollene Schrift. Sie entsprach wohl dem zuvor der Polygraphia beigegebenen apologetischen Prolog, in dem Trithemius betonte, nur mit der „natürlichen Magie“ (lat. Magia naturalis) zu arbeiten. Dabei verglich er sich mit den in ihrer Zeit ebenfalls umstrittenen Autoren Albertus Magnus und Giovanni Pico della Mirandola. Trithemius ließ auch die Polygraphia abschreiben, um dem inzwischen zum Bischof von Orléans aufgestiegenen Germanus de Granay von der Richtigkeit dieser Aussage zu überzeugen. Vollständig konnte sich Trithemius durch diesen Vorstoß allerdings nicht vom Vorwurf der Anwendung von Magie befreien. Er selbst bezeichnete die Steganographia als sein bedeutendstes kryptografisches Werk.
Die Drucklegung der Steganographia erfolgte erst knapp 100 Jahre nach dem Tod des Autors. Die Steganographia wurde 1606 in Frankfurt am Main gedruckt. Schnell wurde das als häretisch bezeichnete Buch kritisiert. Es geriet 1609, drei Jahre nach der Drucklegung, auf den Index. In der Folge wurden auch mehrere Handschriften des Werks verbrannt. Der Jesuit Adam Tanner und der Benediktinerabt Sigismund Dullinger bemühten sich 1615 in einer Schrift, um die Verteidigung des Werkes. In der Folge gelang eine Rehabilitierung der Arbeit. Daraufhin tauchte das indizierte Buch auch bei anderen Gelehrten auf. So beschäftigte sich der Herzog August von Braunschweig-Wolfenbüttel unter dem Pseudonym Gustav Selenus mit der Steganographia. Weitere Rezipienten waren Juan Caramuel y Lobkowitz, Jean d’Espières, Athanasius Kircher, Kaspar Schott und Ernst Heidel. Die Steganographia erlebte im 17. und 18. Jahrhundert mehrere Neuauflagen.

## Inhalt

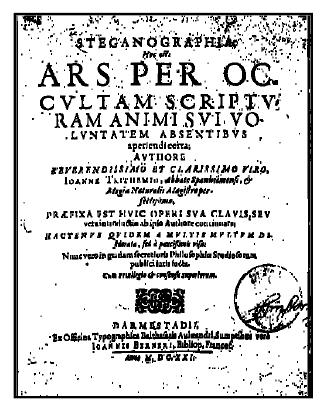
Die Steganographia in der Ausgabe von 1621

Die Steganographia behandelt die Techniken, mit der man Nachrichten verschleiern kann. Ein Prolog betont die Rechtgläubigkeit des Autors. Im ersten Band hat Trithemius einige Briefe von Bekannten und Freunden eingefügt, anhand denen er die Techniken vorführt. Dabei handelt es sich wahrscheinlich um Fiktionen, die niemals an die jeweiligen Empfänger geschickt wurden. Der Band ist in 32 Kapitel eingeteilt, die den Buchstaben des hebräischen Alphabets entsprechen. „Jedes Kapitel wird durch einen vorangestellten Geisternamen bestimmt, ein hebräisches Wort, das aus der Kabbala genommen ist.“ Das Kapitel schließt mit einem Buchstaben oder einer Zahl ab, hinter der die jeweils angewandte Codierung zu verstehen ist. Lediglich das letzte Kapitel wiederholt nur noch die bereits etablierten Inhalte und ist mit einigen Hinweisen für die Anwendung des Gelernten versehen. 
Die Dechiffrierung der Texte erfolgt durch die Streichung des jeweils ersten und letzten Wortes der Codierung. Vom zweiten, vierten, sechsten usw. Wort muss nur der zweite, vierte sechste usw. Buchstabe als gültig erachtet werden. Es handelt sich um eine doppelte Dechiffrierung. Zunächst muss die Decodieranweisung Anwendung finden, ehe die Entschlüsselung der Nachricht erfolgen kann. Hierzu wird beispielsweise von der im ersten Schritt dechiffrierten Nachricht nur der erste Buchstabe eines jeden Wortes ausgewählt. Andere Codes verweisen darüber hinaus auf die Teile des Textes, die nach der Dechiffrierung Gültigkeit besitzen oder in welcher Reihenfolge die gültigen Wörter zu ermitteln sind. 
Der erste Code der Steganographia lautet (mitsamt der als Großbuchstaben abgedruckten, signifikanten Zeichen):
„parmesiel oShUrMi delmuson ThafLoIn peano ChArUsTrEa melani LiAmUmTo colchan PaRois madin MoErLaI bulre ATlEoR don mElCoUe peloin, IbUtSiL meon mIsBrEaTh alini DrIaCo person. TrIsOlNaI lemom aSoSlE midar iCoRiEl pean ThAlMo, asophiel IlNoTrEoN baniel oCrImOs esteuor NaElMa besrona ThUlAoMoR fronian bElDoDrAiN bon oTaLmEsGo merofas ElNaThIn bosramoth.“
und ergibt:
„Sum tali cautela ut prime litere cuiuslibet dictionis secretam intencionem tuam reddant legenti.“ (lat. Ich bin vorsichtig, sodass [nur] der erste Buchstabe jedes Satzes die geheime Leseabsicht erkennen lässt.)
Im zweiten Buch bringt Trithemius ein verändertes Dechiffriersystem zur Anwendung. Insgesamt handelt es sich um 24 Codes, ihre Anzahl ist an die Stunden des Tages angelehnt. Deshalb sind auch die Kapitelnamen mit Namen der klösterlichen Stundengebete versehen. Sie geben durch ihre Anfangsbuchstaben bereits einen Hinweis auf die Art der Buchstabenersetzung. Kern des Systems ist ein aus zwei Kreisscheiben gebildetes Alphabet. Die Scheiben werden so gegeneinander verschoben, dass dem „Buchstaben A der Buchstabe B, C, D usw. entspricht oder umgekehrt.“ Hinzu kommen weitere Codes, die denen des ersten Buches entsprechen. Der dritte, unvollendete Band enthält lediglich noch einen Hinweis auf eine Dechiffrierungsmethode, die ohne Buchstaben und Boten auskommt.

## Exemplare
Vom ursprünglich vielrezipierten Text der handschriftlichen Ausgaben der Steganographia haben sich heute lediglich vier erhalten. Alle entstanden um 1500 und sind autografische Zeugnisse des Johannes Trithemius. In einer Sammelhandschrift in der Württembergischen Landesbibliothek in Stuttgart ist die Steganographia auf 28 Folioseiten abgedruckt. Daneben ist das Werk in London in den Sammlungen des British Museum zu finden. Zwei weitere Handschriften haben sich in der Bibliotheca Apostolica Vaticana in Rom und in der Hessischen Landesbibliothek Fulda erhalten. Die Ausgaben der gedruckten Steganographia haben sich in vielen Bibliotheken erhalten. Außerdem existieren mehrere Digitalisate des Werkes.